# Niphona philippinensis
Niphona philippinensis là một loài bọ cánh cứng trong họ Cerambycidae.